# Giovanni Meli
Giovanni Meli (Palermo, 6 marzo 1740 – Palermo, 20 dicembre 1815) è stato un poeta e drammaturgo italiano.

## Biografia
Giovanni Meli nacque nel Regno di Sicilia, da Antonio di professione orefice e da Vincenza Torriquas, durante la monarchia riformista di Carlo III di Sicilia. In questo periodo, il buon governo del viceré Caracciolo favorì, grazie a una serie di riforme, la rinascita della vita culturale e civile, specie a Palermo.
Giovanni Meli raggiunse notorietà in tutt'Italia aderendo ai modi e allo stile dell'Arcadia con una dimensione tutta sua e con l'uso della lingua siciliana. Venne educato presso le scuole dei padri Gesuiti e si appassionò giovanissimo agli studi letterari e filosofici soprattutto della corrente illuministica, che nata in Francia allora imperava in Europa. Il Meli non mancò di coltivare anche da autodidatta i classici italiani e latini e fra i contemporanei gli Enciclopedisti francesi da Montesquieu a Voltaire, trovando ispirazione per un poemetto giovanile rimasto incompiuto, Il Trionfo della ragione.
Il suo esordio poetico, che avvenne a soli quindici anni con versi d'occasione, lo fece talmente apprezzare nella ristretta ed esigente cerchia dei letterati palermitani da farlo nominare socio dell'Accademia del Buon Gusto, una delle tante che caratterizzavano il costume letterario del tempo, dove ci si riuniva a declamare versi e a disputare di questioni culturali. Passò via via a più importanti circoli esclusivi della nobiltà e più alla moda; nel 1761 come socio dell'Accademia della Galante conversazione e nel 1766 a quella degli Ereini nelle quali declamava con crescente successo le sue composizioni in dialetto e in lingua.
La celebrità arriva nel 1762 col poemetto La Fata galante, in cui il Meli immagina d'incontrare una fata, figura allegorica della fantasia, che gli propone sotto forma di fiabe mitologiche, tematiche filosofico-sociali, in cui egli trasferisce in forma poetica la sua filosofia, non certo omogenea e ordinata secondo un organico disegno e modellata sui cosiddetti romanzi filosofici francesi o sui più antichi modelli allegorici della letteratura europea.

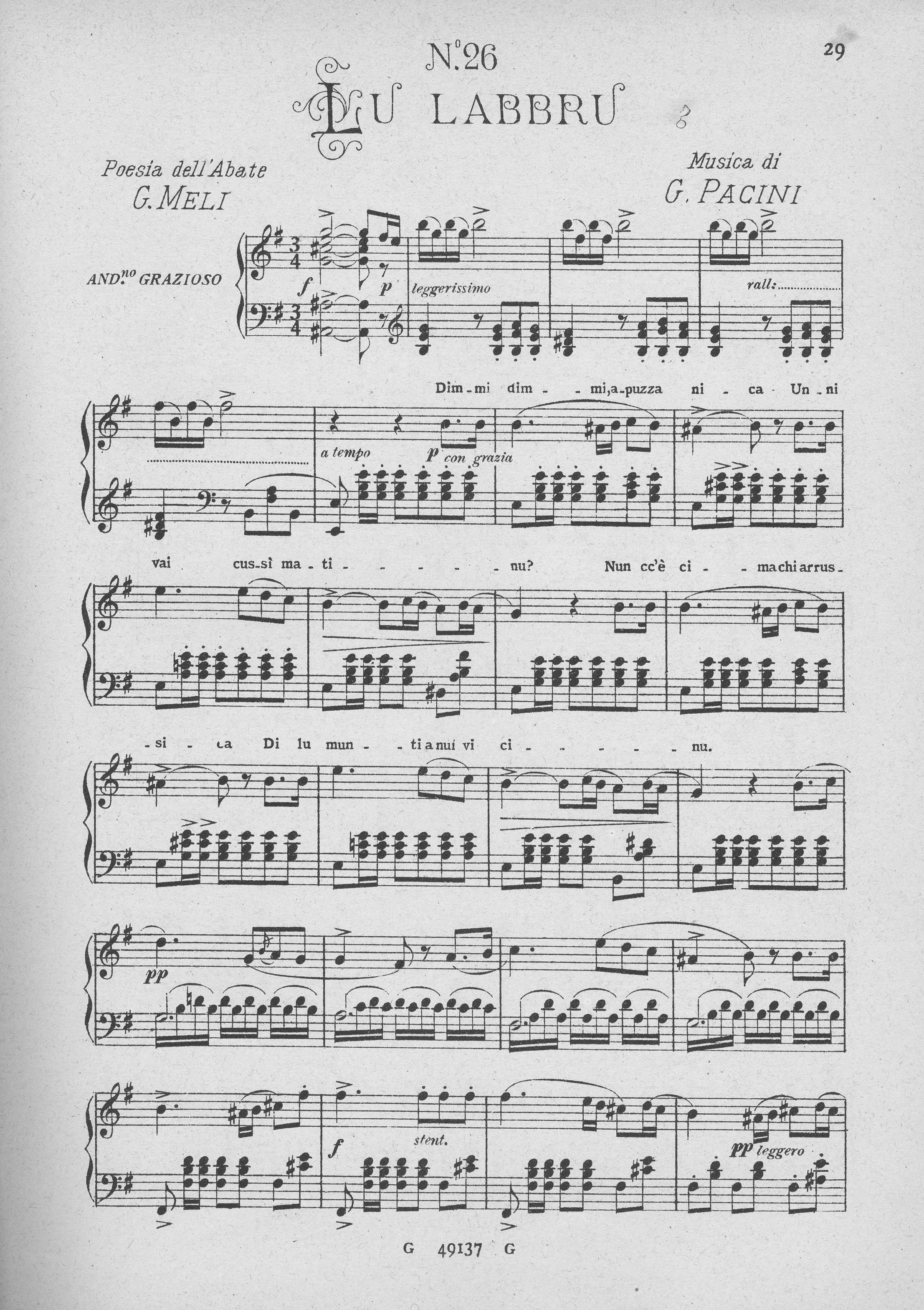
Eco della Sicilia di Francesco Paolo Frontini ed. Ricordi 1883 - Versi di G. Meli

Per poter vivere aveva intanto intrapreso gli studi di medicina, spinto anche dalla madre, e nel 1764 conseguì il titolo professionale presso l'Accademia degli Studi di Palermo. Esercitò la professione di medico soprattutto a partire dal 1767, trasferendosi come condotto nel paesino di Cinisi, dove veniva chiamato l'abate Meli, poiché vestiva come un prete anche senza aver ricevuto gli ordini sacerdotali minori.
La sua attività letteraria divenne più fertile e ivi compose le Elegie, parte del poema la Bucolica e scritti vari d'argomento scientifico. La sua fama crescente lo richiamò a Palermo, conteso dalle dame dell'aristocrazia nei loro salotti. Sensibile alla bellezza femminile, questo singolare medico-poeta ebbe vari amori che cantò alla maniera arcadica nelle sue Odi e nelle Canzonette, che sarebbero state imitate da tanti poeti come il Goethe, il Leopardi e il Foscolo e tutta la serie dei poeti dialettali siciliani.
Completata la Bucolica, in cui imitando «lu sulu grecu siculu» di Teocrito di Siracusa, vissuto nel III secolo a.C. canta «li campagni, l'armenti e li pasturi» immaginando nelle varie stagioni dialoghi pastorali, si cimentò addirittura col poemetto eroicomico Don Chisciotte e Sancio Panza, trasferendo in Sicilia e in versi la trama del libro dello spagnolo Miguel de Cervantes. Nel 1787 pubblicò la raccolta delle sue opere in cinque volumi col titolo di Poesie Siciliane.
Intanto, grazie anche alla protezione del viceré Caramanico succeduto al Caracciolo a cui avrebbe dedicato un'ode famosa (1780), divenne professore di chimica presso l'Università e venne chiamato a far parte come socio onorario delle più importanti accademie italiane come quella di Siena (1801) e quella peloritana di Messina. Tuttavia non fu mai ricco e negli ultimi decenni del secolo furti e vicende familiari sfortunate lo costringevano a bussare alla porta dei potenti, come Giuseppe Parini nell'ambiente milanese.
Nel 1810 Ferdinando III di Toscana gli concesse una pensione annua, ma nel 1815, dopo le rivolte giacobine gliel'avrebbe sospesa. Intanto nel 1814 venivano pubblicate a Palermo a cura dello stesso autore Poesie siciliane, comprendenti le Favuli Murali dove prendendo talvolta spunto da Esopo e Fedro il poeta palermitano dimostra la sua bravura, con fine arguzia e umorismo tutto siciliano. Morì a Palermo il 20 dicembre 1815, mentre l'Europa dei Lumi assisteva al concludersi della vicenda napoleonica.
Alla sua penna si devono i versi in cui ricordava la frode libraria dell'abate maltese Giuseppe Vella, ricordati da Michele Amari nella sua Storia dei Musulmani di Sicilia:
«Azzardannu 'na jurnata
 
visitari li murtali,
  
virità fu sfazzunata; 
 
ristau nuda a lu spitali. 
 
[...] 
 
Sta minsogna saracina 
 
cu sta giubba mala misa,
 
trova a cui pri concubina 
 
l'accarizza adorna, e spisa.
  
E cridennulla di sangu,
  
come vanta, anticu e puru,
  
d'introdurla in ogni rangu 
 
si fa pregio non oscuru». 
Massone, fu membro di una loggia di costituzione inglese con patente del Gran maestro provinciale Cesare Pignatelli, duca di San Demetrio.

## Riconoscimenti
Nel 1815, il Principe di Salerno, Leopoldo di Borbone, figlio di Ferdinando IV, da Vienna, fece coniare dall’incisore ungherese Stuckhart una medaglia in omaggio a Giovanni Meli.

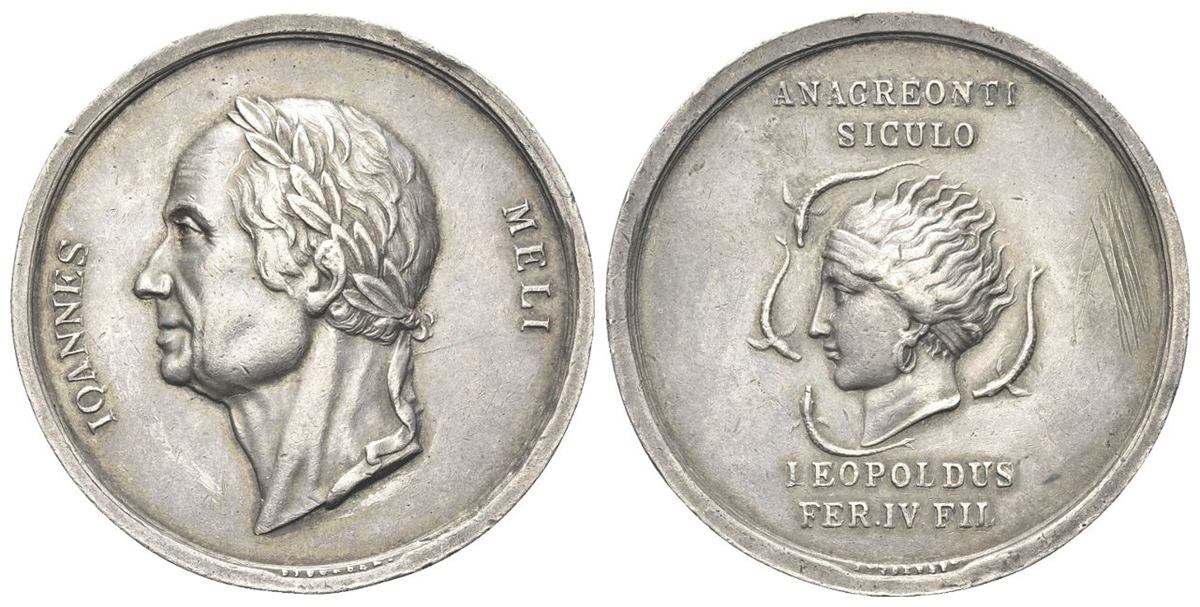
Medaglia in argento per Omaggio a Giovanni Meli: Dr. IOANNES - MELI. Testa laureata a s.; sotto, STUCKAERT. Rv. ANACREONTI/SICULO. Testa di Aretusa a d. con taenia e orecchini discoidali; attorno, quattro delfini (riproduzione della tetradracma di Eucleidas); sotto, LEOPOLDUS/FER IV FIL/STUCKAERT. Ricciardi, 109, D'Auria, 116.

Sul tondello (eseguito in oro, unico esemplare in argento e in bronzo) al dritto è raffigurato il volto del poeta con testa laureata, sul rovescio si consacra il Meli come nuovo "Anacreonte siculo". 
L’unico esemplare in oro venne consegnato al Meli, insieme con una lettera autografa inviata il 12 agosto da Napoli dal principe Leopoldo stesso, così composta: “Abate Meli vi è piaciuto associare al vostro gran nome il mio, dedicandomi le vostre immortali poesie, e lo avete fatto con tanto spirito e con tanto cuore, ch’io non saprei mostrarvene abbastanza il mio gradimento: dovrei esser voi per tutta mostrarvi la mia particolare stima pe’ vostri talenti poetici e per le vostre pregevoli personali qualità. Preferisco di unire i miei desideri a quelli di tutti i buoni, perché viviate lungamente alla virtù, e delle Lettere di cui siete la delizia e l’ornamento.
Apollo era padre di Esculapio, ed è forse per questo, che voi siete altrettanto buon medico, e perciò nuovo interessamento debbono avere tutti alla vostra prosperità. Ho procurato eternare la mia ammirazione per voi, facendo coniare una Medaglia in onor vostro, graditene una in oro per voi, ed altre in argento e in bronzo per gli amici vostri, e con queste le assicurazioni della mia particolare considerazione”.